# Roberto Heras
Roberto Heras Hernández (ur. 1 lutego 1974 w Bejar, Hiszpania) – jeden z najbardziej utytułowanych kolarzy szosowych.
Karierę zawodową rozpoczął w 1995 roku w hiszpańskiej ekipie Kelme, a pierwsze zwycięstwo odniósł w 1996 roku w wyścigu Subida al Naranco. Ogólnie odniósł 26 zwycięstw etapowych. Stał się pierwszym kolarzem, który czterokrotnie wygrał jeden z najważniejszych wyścigów kolarskich Vuelta a España, jednak ostatnie zwycięstwo w 2005 roku zostało mu zabrane na rzecz Denisa Mienszowa po tym, jak w organizmie Herasa stwierdzono obecność erytropoetyny (EPO). Badanie przeprowadzono 17 września 2005 po 20 etapie Vuelty (jazda indywidualna na czas). 8 listopada został zawieszony przez swoją ekipę, a kilka dni później zdyskwalifikowany na 2 lata przez Hiszpańską Federację Kolarską. Z końcem 2007, nie mogąc znaleźć żadnej drużyny z licencją ProTour, która chciałaby go przyjąć w swoje szeregi, Heras postanowił zakończyć karierę. Zrobił to mimo wielu propozycji pochodzących od teamów niższej rangi (UCI Professional Continental Teams).

## Zespoły, w których jeździł Heras
| Lata      | Zespół                     |
| --------- | -------------------------- |
| 1995-2000 | Kelme                      |
| 2001-2003 | US Postal Service          |
| 2004      | Liberty Seguros            |
| 2005      | Liberty Seguros-Würth Team |

## Sukcesy Herasa w najważniejszych wyścigach
Vuelta a España
- 2005 - Zdyskwalifikowany po zwycięstwie; Wygrany 6 i 15 etap
- 2004 - 1; Wygrany 12 etap
- 2003 - 1; Wygrany 20 etap
- 2002 - 2; Wygrany 6 i 15 etap
- 2001 - 4
- 2000 - 1; Wygrany 7 i 20 etap
- 1999 - 3;
- 1998 - 6; Wygrany 19 etap
- 1997 - 5; Wygrany 12 etap

Tour de France
- 2005 - 45
- 2004 - nie ukończył
- 2003 - 34; Wygrany 4 etap
- 2002 - 9
- 2001 - 15
- 2000 - 5

Giro d'Italia
- 1999 - 6; Wygrany 21 etap

Wyścig dookoła Katalonii
- 2002 - 1;
- 1999 - 2; Wygrany 6 etap